# Гядер (авіабаза)
Авіабаза Гядер (ICAO: LAGJ) — військовий аеропорт, розташований у місті Гядер, повіт Леже, Албанія. Він знаходиться на північ від міста Леже, а також відомий як авіабаза Леже-Задріма.
Авіабаза Гядер в Албанії була побудована біля гори, щоб дозволити літакам після посадки зайти в тунель під горою. Тунелі вміщають близько 50 літаків та персонал. Оскільки аеродром розташований збоку гори, пілоти повинні бути обережними, щоб не повертати під час зльоту, оскільки вони можуть врізатися в бік гори.

## Ранні операції
Аеродром був побудований з метою мінімізації загрози з боку югославських ВПС, що потрапляють в повітряний простір Албанії. Для протидії будь-якому югославському літаку, тут базувались F-7A. Будівництво бази розпочали у 1969 році, але через її складність її закінчили до середини 1970-х. Перший літак, який використав свою злітно-посадкову смугу, приземлився 10 липня 1973 року, а офіційне відкриття відбулося 15 березня 1974 року. Тут був створений полк 5646 з однією ескадрою F-6, але в травні 1976 року сюди прибули шість FT-5, а також ескадра F-7A з Рінаса. 16 жовтня 1976 року друга ескадра F-6 рушила на базу з Куцови. Пізніше домашній блок був перероблений під 4010 Regt. База експлуатувалася щонайменше до 1992 року, коли 9 вересня FT-5 ВВС Албанії ледь не розбився на Гаядер. Літак, яким керували Ісмет Зервой і Мартін Брегу, був успішно висаджений на траву поруч зі злітно-посадковою смугою без особливих пошкоджень.

## Операції ЦРУ
З лютого по квітень 1994 року база використовувалась ЦРУ для здійснення безпілотних шпигунських місій над Боснією і Герцеговиною та Союзною Республікою Югославія, використовуючи два безпілотні апарати Gnat-750 та наземну супутникову передавальну станцію. Через те, що під час випробувань у США один з перших двох апаратів ЦРУ зазнав аварії, інший з двох діючих апаратів була здана в оренду. Операція не мала успіху. Gnat-750 страждав від ряду помилок, що стосуються лінії передачі даних, і погана погода використовувала його обмежено. Команда нарешті була виведена. У Gnat-750 відсутня супутникова антена висхідної лінії зв'язку, і тому він використовувався спільно з планером Schweizer RG-8 як замінник літаючого реле даних. RG-8 має 8-годинний час польоту, 6 з кожних 8 годин витрачався на вилітання на вид з орбіти та на посадку. Хоча Gnat-750 має витривалість від 24 до 30 годин, пілотований реле-літак значно обмежує загальну ефективність системи. Раніше RG-8 використовувався USCG. Потім два Gnats були оснащені датчиком тепловізору та вдосконаленим пакетом SIGINT і передислоковані в Хорватію в 1994 році, досягнувши значно ефективніших характеристик. Діяльність ЦРУ з Gnat-750 врешті отримала кодову назву Lofty View. У 1994 році здійснено 10 первинних польотів, що можна позначити як невдачу. До літа 1994 року операція здійснила 30 польотів, з яких 12 вважалися успішними.

## Військові операції США
З квітня по листопад 1995 р. На базі Гядер розміщувались системи БПЛА « Хижак», що експлуатувалися батальйоном військової розвідки американської армії «Чарлі» (низької інтенсивності) для моніторингу конфлікту в Боснії та Герцеговині. Четверо розібраних Хижаків доставили на авіабазу Гядер на літаку C-130 Hercules. БЛА були зібрані та здійснені першими цивільним персоналом за контрактом. Розгорнуто понад 70 американських військових військової розвідки. Місії збору розвідувальних даних розпочалися в липні 1995 р. Один із Хижаків був загублений над Боснією 11 серпня 1995 року; другий був навмисно знищений 14 серпня після пошкодження двигуна над Боснією, яке могло бути спричинене ворожим вогнем із землі. Первісне 60-денне перебування під кодовою назвою «Операція кочівницьке чування» продовжили до 120 днів. Наступної весни, у березні 1996 року, система була передислокована на Балканський регіон і діяла з міста Ташар, Угорщина.

## Наслідки
12 березня 1997 р. базу штурмували місцеві жителі під час національного повстання проти албанського уряду і зруйнували кілька будівель, включаючи диспетчерську вежу. 16 березня солдати покинули авіабазу. Нестача коштів не дозволила ремонтувати базу, і льотні операції припинились у 2000 році. Зараз вона використовується як сховище для виведених з експлуатації винищувачів. Жоден літак ВВС Албанії постійно не базується там.

## Тунелі
Особливістю авіабази Гядер є гірська зона зберігання літаків з двома входами поруч з аеродромними будівлями, до якої можна проїхати окремою руліжною доріжкою приблизно 2 км довжиною через фермерські поля, на захід від головної руліжної доріжки, розгону та комплексу злітно-посадкової смуги.